# Scaphytopius fuliginosus
Scaphytopius fuliginosus är en insektsart som beskrevs av Henry Fairfield Osborn 1923. Scaphytopius fuliginosus ingår i släktet Scaphytopius och familjen dvärgstritar. Inga underarter finns listade i Catalogue of Life.